# Coppa della Confederazione CAF 2009
La Coppa della Confederazione CAF 2009 è la 6ª edizione della competizione.
La squadra campione in carica è lo Club Sportif Sfaxien, vincitrice dell'edizione 2008.

## Turno preliminare
L'andata del turno preliminare si è disputata dal 30 gennaio al 1º febbraio, il ritorno dal 13 al 15 febbraio.
| Squadra 1              | Totale        | Squadra 2          | Andata | Ritorno |
| ---------------------- | ------------- | ------------------ | ------ | ------- |
| USO                    | 1–1 (gfc)     | ASC Diaraf         | 0–0    | 1–1     |
| OC Bukavu Dawa         | 4–4 (gfc)     | Club 57 Tourbillon | 3–3    | 1–1     |
| Tourbillon FC          | 4–1           | Vital'O F.C.       | 4–0    | 0–1     |
| USM Libreville         | 2–1           | ASFAN              | 2–1    | 0–0     |
| Hay Al Arab            | 1–1 (2–3 dcr) | Al Ahly Benghazi   | 0–1    | 1–0     |
| Sport Bissau e Benfica | 1–3           | ASC Yakaar         | 1–2    | 0–1     |
| Prisons FC             | 0–6           | Khaleej Sirt       | 0–2    | 0–4     |
| Mighty Barolle         | 1–4           | SOA                | 0–2    | 1–2     |
| AS de Vacoas-Phoenix   | 2–1           | AS Adema           | 1–1    | 1–0     |
| Atlético Muçulmano     | 2–5           | Malanti Chiefs     | 1–0    | 1–5     |
| Victors FC             | 0–3           | CAPS United F.C.   | 0–2    | 0–1     |
| Red Arrows F.C.        | 7–0           | Mundu SC           | 6–0    | 1–0     |
| Gor Mahia              | 0–6           | APR FC             | 0–5    | 0–1     |

## Primo turno
L'andata del primo turno si è disputata dal 13 al 15 marzo, il ritorno dal 3 al 5 aprile.
| Squadra 1            | Totale        | Squadra 2         | Andata | Ritorno |
| -------------------- | ------------- | ----------------- | ------ | ------- |
| USO                  | 2–3           | Aigle Royal       | 2–1    | 0–2     |
| Club 57 Tourbillon   | 0–1           | Bayelsa United    | 0–0    | 0–1     |
| Tourbillon FC        | 3–5           | Union Douala      | 1–2    | 2–3     |
| USM Libreville       | 2–5           | Santos FC         | 0–1    | 2–4     |
| CS Sfaxien           | 5–3           | Al Ahly Benghazi  | 4–1    | 1–2     |
| Satellite FC         | 2–5           | JCAT              | 1–2    | 1–3     |
| ASC Yakaar           | 2–5           | JSM Béjaïa        | 1–1    | 1–4     |
| Stade Tunisien       | 0–2           | Stade Malien      | 0–0    | 0–2     |
| Khaleej Sirt         | 0–6           | ES Sétif          | 0–1    | 0–5     |
| SOA                  | 3–6           | GDR Libolo        | 0–1    | 3–5     |
| AS de Vacoas-Phoenix | 1–9           | Mamelodi Sundowns | 0–3    | 1–6     |
| Malanti Chiefs       | 1–6           | AS Vita Club      | 1–3    | 0–3     |
| CAPS United F.C.     | 1–2           | ENPPI             | 0–0    | 1–2     |
| Red Arrows F.C.      | 2–2 (3–2 dcr) | Ocean Boys FC     | 2–0    | 0–2     |
| APR FC               | 0–2           | Haras El-Hodood   | 0–0    | 0–2     |
| Maghreb Fez          | 1–2           | EGS Gafsa         | 1–1    | 0–1     |

## Ottavi di finale - primo turno
L'andata del primo turno degli ottavi di finale si è disputata dal 17 al 19 aprile, il ritorno dal 1º al 3 maggio.
| Squadra 1         | Totale          | Squadra 2       | Andata | Ritorno |
| ----------------- | --------------- | --------------- | ------ | ------- |
| Aigle Royal       | 1–5             | Bayelsa United  | 1–0    | 0–5     |
| Union Douala      | 1–5             | Santos FC       | 1–1    | 0–4     |
| CS Sfaxien        | 3–0             | JCAT            | 2–0    | 1–0     |
| JSM Béjaïa        | 1–1 (12–13 dcr) | Stade Malien    | 1–0    | 0–1     |
| ES Sétif          | 5–5 (gfc)       | GDR Libolo      | 4–0    | 1–5     |
| Mamelodi Sundowns | 2–3             | AS Vita Club    | 2–2    | 0–1     |
| ENPPI             | 4–3             | Red Arrows F.C. | 4–0    | 0–3     |
| Haras El-Hodood   | 6–1             | EGS Gafsa       | 3–0    | 3–1     |

## Ottavi di finale - secondo turno
L'andata del secondo turno degli ottavi di finale si è disputata dal 17 al 19 maggio, il ritorno dal 29 al 31 maggio. I vincitori del primo turno degli ottavi di finale della Coppa della Confederazione affrontano gli sconfitti del secondo turno della Champions League.
| Squadra 1                          | Totale        | Squadra 2       | Andata | Ritorno |
| ---------------------------------- | ------------- | --------------- | ------ | ------- |
| Al-Ahly                            | 3–3 (5–6 dcr) | Santos          | 3–0    | 0–3     |
| ASEC Mimosas                       | 2–2 (gfc)     | ENPPI           | 2–2    | 0–0     |
| ES Sétif                           | 3–3 (4–3 dcr) | Djoliba         | 3–1    | 1–3     |
| Cotonsport                         | 3–3 (gfc)     | AS Vita Club    | 3–1    | 0–2     |
| Al Ahly (Tripoli)                  | 1–2           | Haras El-Hodood | 0–0    | 1–2     |
| Kampala City Council Football Club | 3–5           | Bayelsa United  | 3–1    | 0–4     |
| Ittihad Khemisset                  | 2–4           | Stade Malien    | 1–1    | 1–3     |
| Primeiro de Agosto                 | 2–2 (5–4 dcr) | CS Sfaxien      | 2–0    | 0–2     |

## Fase a gironi

### Gruppo A
| Squadra      | G | V | P | S | GF | GS | DR | P.ti |
| ------------ | - | - | - | - | -- | -- | -- | ---- |
| ES Sétif     | 9 | 6 | 3 | 0 | 3  | 14 | 9  | +5   |
| ENPPI        | 9 | 6 | 3 | 0 | 3  | 13 | 10 | +3   |
| AS Vita Club | 9 | 6 | 3 | 0 | 3  | 7  | 7  | 0    |
| Santos       | 9 | 6 | 3 | 0 | 3  | 3  | 11 | −8   |

|              | ENP | ESS | SAN | VIT |
| ------------ | --- | --- | --- | --- |
| ENPPI        | –   | 3–4 | 4–0 | 3–1 |
| ES Sétif     | 1–3 | –   | 6–0 | 2–0 |
| Santos       | 1–0 | 1–0 | –   | 1–0 |
| AS Vita Club | 3–0 | 2–1 | 1–0 | –   |

### Gruppo B
| Squadra            | G | V | P | S | GF | GS | DR | P.ti |
| ------------------ | - | - | - | - | -- | -- | -- | ---- |
| Stade Malien       | 9 | 6 | 2 | 3 | 1  | 5  | 3  | +2   |
| Bayelsa United     | 9 | 6 | 3 | 0 | 3  | 9  | 6  | +3   |
| Primeiro de Agosto | 8 | 6 | 2 | 2 | 2  | 5  | 10 | −5   |
| Haras El-Hodood    | 7 | 6 | 2 | 1 | 3  | 7  | 7  | 0    |

|                              | BAY | HAR | PRI | STA |
| ---------------------------- | --- | --- | --- | --- |
| Bayelsa United Football Club | –   | 2–0 | 4–0 | 1–2 |
| Haras El-Hodood              | 1–0 | –   | 5–1 | 1–1 |
| Primeiro de Agosto           | 3–1 | 1–0 | –   | 0–0 |
| Stade Malien                 | 0–1 | 2–0 | 0–0 | –   |

## Semifinali
L'andata delle semifinali si è disputata fra il 2 e il 4 ottobre, il ritorno dal 16 al 18 ottobre.
| Squadra 1      | Totale | Squadra 2    | Andata | Ritorno |
| -------------- | ------ | ------------ | ------ | ------- |
| Bayelsa United | 1–2    | ES Sétif     | 1–1    | 0–1     |
| ENPPI          | 4–6    | Stade Malien | 2–2    | 2–4     |

## Finale
L'andata della finale si è disputata il 29 novembre, il ritorno il 5 dicembre.
| Squadra 1 | Totale        | Squadra 2    | Andata | Ritorno |
| --------- | ------------- | ------------ | ------ | ------- |
| ES Sétif  | 2–2 (2–3 dcr) | Stade Malien | 2–0    | 0–2     |

## Campione
| Vincitore Coppa della Confederazione CAF 2009 |
| --------------------------------------------- |
| Stade Malien (primo titolo)                   |